# Erica grata
Erica grata är en ljungväxtart som beskrevs av Guthrie och Bolus. Erica grata ingår i släktet klockljungssläktet, och familjen ljungväxter. Inga underarter finns listade i Catalogue of Life.